# 時空警察SIG-RAIDER
「時空警察SIG-RAIDER」（じくうけいさつシグレイダー）は、日本の舞台作品のシリーズ。時空警察ヴェッカーシリーズの原作者の畑澤和也が、が、ヴェッカーシリーズを離れた後に独自で製作している「時空警察シリーズ」の一つで、テーマはヴェッカーシリーズと同じく、時間移動を悪用する犯罪者を取りしまる機関「時空警察」である。

## 時空警察SIG-RAIDER
時空犯罪を取りしまる管理組織「SIG」と時空刑事「シグレイダー（SIG-RAIDER）」、そのシグレイダーを目指す少女たちの物語。物語はマルチエンディング仕様で、公演によって2通りの結末になっている。
ゲームクリエイターの志倉千代丸がエグゼクティブプロデューサーを担当。時空警察の制服デザインは、東京ゲームショウのコスプレコンパニオンの衣装や、純情のアフィリア、イケてるハーツなどのアイドル衣装を手がけたスタジオペガスのタケロボが手がけた。
出演者はアイドルや声優などで活躍する若手女優中心で、アイドルユニットのアフィリア・サーガ出身のユカフィンや、純情のアフィリア、イケてるハーツのメンバーたちが出演した。敵幹部役には男優が加えられ、アクションが充実された。
企画・製作はMAGES.、制作協力はカプセル兵団/山下那津子。2018年1月31日から2月4日まで、神奈川県のラゾーナ川崎プラザソルで上演された。2018年5月にはDVDが発売された。

### キャスト
- ハルカ・カナタ、叶多悠：岩田華怜[1]
- クオン・キーツ：高橋紗妃[1]
- トワ・クロエ：カオリ[1]
- ディアナ・カンナヅキ：仲谷明香[1]
- セレネ・ハヅキ：花原あんり[1]
- ヘカテ・フミヅキ：ユカフィン[1]
- アリサ・アサミヤ：宇咲美まどか[1]
- リン・アスカ：橘莉衣[1]
- 時空騎士クラトス：志田良太[1]
- 時空騎士ゼーロス：沖田幸平[1]
- 時空騎士ビアー：辻畑利紀[1]
- 時空女神ニケ：天月ミク[1]
- 時空覇王ギルガ：羽村英[1]
- ミリン・コバヤシ：カナ[1]
- ラミス・スミス：田畑寧々[1]
- モナミ・モカ：渡辺菜友[1]
- リリア・ギリアム：桜井理衣[1]
- ユウキ・カミナ：由楠[1]
- テレル・アイアン：岡田千優季[1]
- ユナ・ステルス：越智かりん[1]
- 小林美鈴：モモコ[1]
- 中村柚香：春名珠妃[1]
- 田中梨絵：内田琴音[1]
- 山本智美：今井あき[1]

## 時空警察SIG-RAIDER ノエルサンドレ・イヴ
2019年12月20日に発売されたドラマCD。『時空警察SIG-RAIDER』の世界観を継承しており、『時空警察ヴェッカーχ ノエルサンドレ』のアナザーストーリーである。
制作協力はオメガスタジオ、製作はアルケミーブラザース。
これ以後の作品以降はどれも、『時空警察ヴェッカーχ ノエルサンドレ』『時空警察ヴェッカーχ 彷徨のエトランゼ』と同じ、「聖サンジェルマン学院」が舞台である。

### キャスト（ドラマCD）
- 角井はづき：徳井青空[5]
- 皐月光紗 / 時空刑事ミサ：明坂聡美[5]
- 神月時雨 / 時空刑事ジウ：八島さらら[5]
- 紫堂涼子：逢葉もえこ[5]
- 田添砂姫：宮森春華[5]
- 芹川葵：関音葉[5]
- 沢渡真琴：吉海百恵[5]
- 平野広海：松村侑美[5]
- 古川八重：望月つむぎ[5]
- シータ：綾乃あゆみ[5]
- 時空特捜トレミー：六月珠陽[5]
- キヅカ・ハイド：加藤優[5]
- Ж：高倉裕貴[5]
- 野分由紀夫：荒原史弥[5]
- 神代恭一：安田桂[5]

## 聖サンジェルマン学院シリーズ
ヴェッカーシリーズの『時空警察ヴェッカーχ ノエルサンドレ』以後の舞台をベースにしたシリーズ。
時空刑事キラリー、メイリー、テリーは、以前から企画されていた映画『時空警察SIG-Wecker』の登場人物であり、映画を舞台との連動のねらいで、ゲスト出演した。
コロナ禍のため感染防止が徹底され、予定されていた握手会も中止になった。
一部キャストは「時組」「空組」のダブルキャストである。

### 時空警察SIG-RAIDER 〜刻醒（エヴェイユ）〜
ベースは『時空警察ヴェッカーχ ノエルサンドレ』。
ヒロイン以外で初めて、時空犯罪者のコスチュームが複数にわたって採用された。小規模の舞台公演には珍しく、特撮やCGを多用した変身場面やアクション場面などの、予告動画が製作された。
企画・製作はMAGES.。2020年2月29日から3月8日まで、東京都新宿のシアターブラッツで上演された。

#### キャスト（刻醒）
- 時空刑事ジウ：朝倉ふゆな[13]
- 時空刑事ミサ：鷲見友美ジェナ[13]
- シータ：石塚汐花[13]
- 時空特捜ヘーゼル：篠崎こころ[13]
- クロミネンス・カロン：須藤茉麻[13]
- クロミネンス・ティクス：小峰夢李[13]
- クロミネンス・ヒドラ：白川晶子[13]
- クロミネンス・ケルベロス：岡田千優季[13]
- 羽佐間史央里：藤本かえで[13]
- 神代恭一：泰勇気[13]
- 野分美由紀：関川ゆか[13]
- 角井はづき：夢月[13]
- 山根亜美：河地柚奈[13]
- 芹川葵：松尾こはる（時）石川志織（空）[13]
- 田添砂姫：堀木さな（時）友光みらい（空）[13]
- 紫堂涼子：章翔サリナ（時）伊勢川乃亜（空）[13]
- 古川八重：浜本あきの（時）坂弥音（空）[13]
- 平野広海：田中舞美（時）浅井彩月（空）[13]
- 黒田瑞穂：松村侑美（時）國井紫苑（空）[13]
- べロスA：野村綾子[13]
- べロスB：來宮そら[13]
- 時空刑事アリサ（ゲスト）：宇咲美まどか[13]
- 時空刑事リン（ゲスト）：橘莉衣[13]
- 時空刑事ヘカテ（ゲスト）：天月ミク[13]

### 時空警察SIG-RAIDER 〜彷徨（エトランジェ）〜
ベースは『時空警察ヴェッカーχ 彷徨のエトランゼ』。
『彷徨のエトランゼ』の時空特捜トレミー役の百川晴香が、10年ぶりに同じ役で出演した。
企画・制作・主催はアルケミーブラザース。2021年1月16日から1月24日まで、東京のシアターグリーンBIG TREE THEATERで上演された。感染防止のためにライブ配信も行われた。

#### キャスト（彷徨）
- 神薙利他 / 時空刑事リタ：橘莉衣[12]
- 皐月光紗 / 時空刑事ミサ：鷲見友美ジェナ[12]
- 神薙利己 / 時空刑事リコ：成海花音[12]
- 貴石きさらか / 時空刑事キラリー：中川梨花[12]
- 蒼玉めいり / 時空刑事メイリー：前野えま[12]
- 山根亜美：城木玲亜[12]
- 沢渡真琴：藤田流歌（時）宇野梨音（空）[12]
- 芹川葵：星美来（時）わたなべかすみ（空）[12]
- 紫堂涼子：白石彩妃（時）細元優希乃（空）[12]
- 田添砂姫：百合野らん（時）柿原桃里（空）[12]
- 古川八重：梶谷唯[12]
- 平野広海：青島さくら（時）新嘉喜由芽（空）[12]
- 野分美由紀：井筒しま（時）久永紗緒楽（空）[12]
- レスタトス・ドライ：原田えりか[12]
- レスタトス・アイン：Mayuri[12]
- レスタトス・ツヴァイ：杉浦勇一[12]
- マリー・キュリー：森崎りな[12]
- アルバート・アインシュタイン：北澤優駿[12]
- 時空管理官ブレイド：妹尾青洸[12]
- 十河レミ / 時空特捜トレミー：百川晴香[12]

### 時空警察SIG-RAIDER 邂逅〜エヴェリーヌ〜
ベースは『時空警察ヴェッカー1983』。畑澤は『1983』では原作提供と監修のみだったが、実体験をもとにしたため思い入れがあり、この作品を製作した。
初めて聖サンジェルマン学院の生徒たちが作品の主役となった。主役の吉崎綾は舞台初主演だが、急病のために復帰まで急遽、朝倉ふゆなが代演した。
時空刑事テリーと時空刑事エミリオは、別世界であるヴェッカーシリーズの世界の人物という設定である。
企画・制作・主催はアルケミーブラザース。2021年11月20日から2021年11月28日まで、東京の新宿村LIVEで上演された。前作同様にライブ配信も行われ、前作、前々作の配信も行われた。

#### キャスト（邂逅）
- 山根亜美 / エクストリーム：吉崎綾[7]、朝倉ふゆな[18]
- 千葉佐那 / 時空刑事サナ：鈴木桃子[7]
- レイ・フォン・ブラウン / 時空刑事レイ：本田宇蘭[7]
- 小和泉杏 / 時空刑事アン：青木聖[7]
- 神楽耶輝 / 時空刑事テリー：鵜川もえか[7]
- 江利美緒 / 時空刑事エミリオ：山田美紅羽[7]
- 芹川葵：岩崎千秋（時）杉田夏海（空）[7]
- 田添砂姫 / 黒沢砂姫：林歩楓（時）星名美雨（空）[7]
- 紫堂涼子：勝野里奈（時）桜城りのん（空）[7]
- 古川八重：あおきまお（時）天沢カンナ（空）[7]
- 平野広海 / 安曇広海：坪井渚紗（時）野々のん（空）[7]
- クロミネンス・ザザ：春見しんや[7]
- クロミネンス・ワーラ：杉浦勇一[7]
- クロミネンス・ユウリ・新田ゆう[7]
- 相川真唯：江口千夏[7]
- シェリー：魔都めんま[7]
- 羽佐間史央里 / ドード・エゴイスタ：百合沙[7]
- 神代恭一 / シン・エゴイスタ：羽鳥翔太[7]
- 時空刑事ミサ：鷲見友美ジェナ[7]
- 時空刑事メイリー：前野えま[7]
- 時空刑事ジウ：朝倉ふゆな[7]
- 時空特捜トレミー：百川晴香[7]
- 時空刑事キラリー：中川梨花[7]